# Rubberbridge
Rubberbridge ist ein Kartenspiel, das im Gegensatz zu Turnierbridge eher im privaten Rahmen gespielt wird. Rubberbridge wird daher oft um einen geringen Einsatz gespielt und der Erfolg hängt im Gegensatz zu Turnierbridge stark von der Kartenverteilung ab. Man benötigt vier Spieler und 52 Karten, um eine Partie zu spielen. Reizung und Spielablauf unterscheiden sich nicht vom klassischen Bridge und werden hier daher nicht erläutert.

## Spielregeln
Hauptartikel: Bridge Scoring
Ziel des Rubberbridgespiels ist es, zusammen mit seinem Partner einen sogenannten Rubber, das sind zwei Vollspiele, zu gewinnen. Im Bridgejargon nennt man ein Vollspiel auch Manche. Ein volles Spiel gilt dann als gewonnen, wenn man entweder in einem Spiel oder in mehreren Teilspielen durch die Erfüllung der zuvor ausgereizten Kontrakte insgesamt 100 Punkte unter dem Strich erreicht hat. Hat eine Partnerschaft in einem Rubber eine Manche erfüllt, so befindet sie sich nun in der Gefahrenzone (Belle oder vulnerable), in der die Prämien für Faller und kontrierte/rekontrierte Überstiche verdoppelt sind. Diejenigen Partner, die einen Rubber gewinnen konnten, erhalten dafür zusätzliche Prämienpunkte. Auch für bestimmte Karten, die man besaß (Honneurs) und für zusätzliche Stiche gibt es Prämien. Verliert man den versprochenen Kontrakt, erhält man keine Minuspunkte, sondern die Gegner erhalten für jeden nicht erfüllten Stich (einen sogenannten Faller), Punkte.
Zur Zählung der Punkte halten die Spieler auf einem Bridgeblock mit zwei senkrechten Spalten (für jede Paarung eine), die mit wir und sie beschriftet sind, und einer horizontale Linie in der Mitte (zur Unterscheidung von Prämien- und Spielpunkten) die erreichten Punkte fest. Dabei werden die angesagten und erfüllten Stichpunkte unter dem Strich eingetragen, die Zusatz- und Prämienpunkte darüber.
Es kann passieren, dass eine Spielerpaarung, obwohl sie den Rubber gewonnen hat, durch die erzielten Prämienpunkte der Gegner dennoch nicht als Sieger festgestellt werden kann und bei eventuell vereinbarten Geldeinsätzen zahlen muss. Das Anschreiben beim Rubberbridge erlaubt es, dass man keinen festen Partner benötigt. Ganz im Gegenteil: vielfach wird vereinbart, dass im Laufe der Spielzeit die Paarungen nach jeweils ein bis zwei Rubber wechseln, so dass jeder gegen jeden spielen kann.

## Das Anschreiben oder Scoren
Stichpunkte: Über dem Strich werden die tatsächlichen (inkl. Überstiche) Stiche plus Prämienpunkte für volle Spiele, Rubber, Kontra/Rekontra etc. notiert, sowie beim Gegner die evtl. Prämienpunkte für nicht erfüllte Stiche. Unter dem Strich werden nur die gereizten und erfüllten Stiche notiert.
Werttabelle: Stichwerte für angesagte und erfüllte Kontrakte je Stich
- Pik und Coeur je Stich 30 Punkte
- Karo und Treff je Stich 20 Punkte
- Sans Atout, 1. Stich 40 Punkte, alle weiteren Stiche je 30 Punkte

Die Prämienpunkte für Faller sind von der Gefahrenlage des Alleinspielers abhängig:
| Anzahl der Faller    | Vulnerable      | Vulnerable | Vulnerable  | Non-vulnerable  | Non-vulnerable | Non-vulnerable |
| Anzahl der Faller    | Nicht kontriert | Kontriert  | Rekontriert | Nicht kontriert | Kontriert      | Rekontriert    |
| -------------------- | --------------- | ---------- | ----------- | --------------- | -------------- | -------------- |
| 1. Faller            | 100             | 200        | 400         | 50              | 100            | 200            |
| 2. und 3. Faller     | 100             | 300        | 600         | 50              | 200            | 400            |
| Jeder weitere Faller | 100             | 300        | 600         | 50              | 300            | 600            |

Zusätzliche Prämien:
- 4 Honneurs in einer Hand (Ass, König, Dame, Bube) 100 Punkte
- 5 Honneurs auf einer Hand (Ass, König, Dame Bube, Zehner) 150 Punkte
- 4 Asse auf einer Hand im SA-Spiel 150 Punkte

- Gewinn eines Rubbers, Gegner hat eine Partie 500 Punkte
- Gewinn eines Rubbers, Gegner keine Partie 700 Punkte.

Unvollständiger Rubber
Wenn ein Rubber – aus welchen Gründen auch immer – nicht beendet wird, so gelten folgende Prämien, die auch für die Berechnung der einzeln berechneten Spiele beim Turnierbridge dienen:
- Für eine gewonnene Partie in einem unvollständigen Rubber erhält die betreffende Partei zusätzliche 300 Punkte.
- Für eine Anschrift in einer nicht vollendeten Partie erhält die betreffende Partei zusätzliche 100 [sic!] Punkte.[1][2][3]

### Beispiel
Das Beispiel illustriert einen möglichen Verlauf eines Rubbers:
1. Nord-Süd bieten 1 Sans-Atout (40 unten) und erzielen einen Überstich (30 oben)
2. Ost-West bieten und erfüllen 3 Coeur (Herz) (90 unten)
3. Ost-West bieten 3 Karo, werden kontriert und enden mit zwei Fallern (300 für die Gegner, oben)
4. Nord-Süd bieten und erfüllen 2 Sans-Atout (70 unten), erfüllen damit mit den vorangegangenen 40 Punkten ein Vollspiel. Eine neue waagrechte Linie wird gezogen, von Ost-West bisher erzielten 90 werden annulliert und wandern über den Strich. N-S ist nun verwundbar.
5. Ost-West bieten und erfüllen 6 Pik (180 unten), machen damit das Vollspiel. Der Schlemmbonus wird gutgeschrieben (500 oben). Zudem gibt es Zusatzpunkte für die honors (100 oben). O-W sind nun ebenfalls verwundbar. Eine neue Linie wird gezogen.
6. Nord-Süd bieten und erfüllen 4 Pik. Damit ist das zweite Vollspiel erzielt, sie gewinnen den Rubber und erhalten 500 Punkte dafür. Das gesamte Spiel endete somit mit 1060 für N-S und 870 für O-W.